# شمال شید، میشیگان
شمال شید (به انگلیسی: North Shade Township) یک منطقهٔ مسکونی در ایالات متحده آمریکا است که در شهرستان گراتیت، میشیگان واقع شده‌است.
 شمال شید ۹۲٫۲ کیلومتر مربع مساحت و ۷۰۶ نفر جمعیت دارد و ۲۳۰ متر بالاتر از سطح دریا واقع شده‌است.